# Isanthrene atrizonata
Isanthrene atrizonata är en fjärilsart som beskrevs av Paul Dognin 1912. Isanthrene atrizonata ingår i släktet Isanthrene och familjen björnspinnare. Inga underarter finns listade i Catalogue of Life.